# Внутренняя эмиграция
Внутренняя эмиграция — уклонение от участия в политической и общественной жизни государства; духовное отделение от государства; пассивная конфронтация с государственной системой, вызванная внутренним несогласием с господствующей идеологией, при невозможности это несогласие выразить.
Является метафорой аномии — своеобразного бегства от действительности, неучастия в делах государства и в жизни общества по тем правилам, которые заданы политическим строем. Альтернативой внутренней эмиграции могут быть диссидентство, дистанционное партнерство (стремление найти способ сосуществования с режимом, при сохранении какой-то степени личной независимости), умеренное сотрудничество (в областях деятельности, наиболее идеологически нейтральных, например, естественные науки), либо же настоящая эмиграция или, напротив, полное сотрудничество с государством. Например, в письме А. Леонидова, опубликованном в журнале «Огонёк» (1999 год, № 2), пишется о том, что внутренняя эмиграция появляется, когда мыслящему человеку надоедает, что государство считает его «быдлом». Некоторыми принято считать, что наличие в том или ином государстве «внутренней эмиграции» является признаком авторитарного или тоталитарного режима, господствующего в данной государстве.

## История
Значение термина «внутренняя эмиграция» неоднократно изменялось в зависимости от контекста исторических событий. Так, Дельфина де Жирарден в 1838 году посвятила очерк «Внутренняя эмиграция» французским аристократам времен июльской монархии, видящим в Российской империи страну с куда более «правильным» политическим порядком, чем в родной Франции.

### Российская империя
В России в сходном значении Герцен рассматривал идею «внутреннего отъезда»: «Мысль сосредоточиться в себе, оторвать пуповину, связующую нас с родиной, с современностью … является у людей после всякой неудачи, после каждой утраченной веры» («С того берега», 1851).

### СССР
В современной форме термин «внутренние эмигранты» применялся Троцким в книге «Литература и революция» (1923) для описания писателей, оставшихся в России, но разделяющих круг интересов с писателями-эмигрантами. В последующие несколько десятилетий термин «внутренние эмигранты» в СССР относился скорее к культурному полю, чем к политическому. Во «внутренней эмиграции» обвиняли Анну Ахматову, а изданный в Нью-Йорке в 1956-м году «Словарь русской литературы» имел раздел «Внутренняя эмиграция», включающий Есенина и Пастернака.
В советское время граждане, не разделявшие политического курса и идеологии СССР, выехать на постоянное место жительства в другие страны не могли. Разве что после тюремной или психиатрической отсидки, большого громкого скандала, который не удалось спрятать под ковром государственной машины. Диссиденты, вынужденные оставаться в родной стране и лишенные каких бы то ни было возможностей легально бороться за свои права и убеждения, уходили в так называемую внутреннюю эмиграцию, которая стала масштабным явлением в «период застоя», после закрытия в 1968 году (см. Ввод войск в Чехословакию (1968)) полемики о социализме с человеческим лицом.
В 1970-е годы многие дворники и кочегары в столицах имели высшее образование, а некоторые — даже учёные степени. В котельных и дворницких не проводились ленинские зачёты, общественно-политические аттестации и экзамены по марксизму-ленинизму. За эту относительную свободу граждане платили отказом от собственных карьерных амбиций и простого благосостояния. Таким образом несогласные старались свести к минимуму собственные контакты с государством, которое не только пренебрегало их интересами и убеждениями, но и репрессировало их. Именно так на исходе 1970-х годов появились первые дауншифтеры отечественной истории — так называемое «поколение дворников и сторожей». Работая лифтёром, опубликовала несколько десятков научных работ известный ученый-антиковед Нина Брагинская. Именно в 1970-е окончательно оформляются две параллельные культуры, которые всё меньше соприкасаются, — официальная и подпольная.

#### Деятели внутренней эмиграции
- Серапионовы братья[4]
- Анна Ахматова[4]
- Борис Пастернак[4]
- Эмма Герштейн[4]
- Михаил Булгаков
- Художники-нонконформисты
- Сергей Довлатов (1972—1978)[7]
- Иосиф Бродский
- Поэты Малой Садовой

### Третий рейх
Вне контекста СССР термин «внутренняя эмиграция» относится в первую очередь к группе немецкой творческой интеллигенции времен третьего рейха; его первое использование датируется 1933 годом, в письме немецкого писателя Франка Тисса директору департамента министерства пропаганды Германии. В записках немецкого скульптора Эрнста Барлаха, датированных 1935 годом, этой метафорой описывается состояние, когда «преследования нацистов вынудили его стать эмигрантом в собственной стране»; в романе «Вулкан» (1939) Клауса Манна, «внутренними эмигрантами» называются все немецкие писатели, оставшиеся в Германии, но не принимающие нацистскую идеологию.
Позже понятие «внутренней эмиграции» в немецкой критике было расширено с людей искусства на интеллигенцию и в целом население Германии, которое, хоть и не участвовало в антифашистском сопротивлении, не приняло нацистскую идеологию.

#### Деятели внутренней эмиграции
| - Конрад Аденауэр - Андрес, Штефан - Барлах, Эрнст - Бергенгрюн, Вернер - Georg Britting - Вельк, Эм | - Вихерт, Эрнст - Отто Дикс - Albrecht Goes - Казак, Герман - Каросса, Ханс | - Кестнер, Эрих - Кёппен, Эдлеф - Gertrud von Le Fort - Лёрке, Оскар - Маммен, Жанна | - Пенцольдт, Эрнст - Herbert Spangenberg - Georg Alfred Stockburger - Хух, Рикарда - Юнгер, Эрнст |  |

## Современность
Некоторые эксперты говорят о наличии внутренней эмиграции в постсоветской России.
Китайский художник Ай Вэйвэй называл себя «внутренним эмигрантом» (2011), хотя его гражданская позиция скорее попадает под определение диссидентства. В 2015 году отправился уже в настоящую эмиграцию, проживает в Берлине.

## В культуре
В 2016 году в России вышла песня «Во внутренней эмиграции» Васи Обломова. В 2023 году вышел альбом «Во внутренней эмиграции» группы Сейф.